# Шульц, Виктор Львович
Виктор Львович Шульц (15 августа 1908 года, Самара — 27 мая 1976 года) — советский учёный-гидролог. Доктор географических наук (1948).Профессор (1949). Заслуженный деятель науки УзССР (1958). Председатель географического общества УзССР (1959-72).

## Биография
Родился 15 августа 1908 года в Самаре. Окончил Ташкентский политехникум водного хозяйства, затем в 1932 году окончил Узбекский государственный хлопковый институт в Самарканде по специальности инженер-ирригатор. После этого работал в Самарканде техником, инженером, руководителем группы водопользования в Управлении водного хозяйства УзССР.
В 1933—1938 годах работал в УзНИИ Гидрометеорологии в Ташкенте. В 1937 году стал доцентом Среднеазиатского государственного университета (САГУ). Основатель кафедры гидрологии суши САГУ в 1949—1972 годах заведовал этой кафедрой. С 1972 года — профессор-консультант.
Работая в УзНИИ Гидрометеорологии, составил водный кадастр — первую капитальную сводку гидрологических данных Средней Азии. Был консультантом многих проектов гидротехнических сооружений и оросительных систем региона. Особо исследовал проблему речного стока в Средней Азии и изменения условий его формирования. Изучал условия снегового и ледникового питания рек в горах. Создал методику гидрологических расчетов для горных территорий.
Умер в 1976 году. Похоронен в Ташкенте.

## Награды
- четыре ордена «Знак Почёта»
- медали
- Заслуженный деятель науки УзССР (1958)